# Peng Shaohui
Peng Shaohui (Shaoshan, 6 settembre 1906 – Pechino, 25 aprile 1978) è stato un generale cinese.
Servì per due mandati distinti come vice-comandante dell'Esercito Popolare di Liberazione nel primo periodo dal 1954 al 1967, e nel secondo periodo dal 1969 al 1978.
Peng era l'unico compagno di Mao Zedong nell'Esercito Popolare di Liberazione ad essere nato nel suo stesso villaggio Shaoshan. Era noto con il soprannome di "Generale con un braccio solo".
Fu membro del 9°, del 10° e dell'11 comitato centrale del Partito Comunista Cinese. Fu anche membro della 1ª, della 2ª e della 3ª commissione di difesa nazionale, ed era anche membro della 2ª, della 3ª e della 4ª legislatura del Congresso nazionale del popolo.